# Dekanat brzeski rejonowy
Dekanat brzeski rejonowy – jeden z dziewięciu dekanatów wchodzących w skład eparchii brzeskiej i kobryńskiej Egzarchatu Białoruskiego Patriarchatu Moskiewskiego.

## Parafie w dekanacie
- Parafia św. Paraskiewy Piątnicy w Czernawczycach
  - Cerkiew św. Paraskiewy Piątnicy w Czernawczycach
- Parafia św. Michała Archanioła w Czersku
  - Cerkiew św. Michała Archanioła w Czersku
- Parafia św. Proroka Eliasza w Dębku
  - Cerkiew św. Proroka Eliasza w Dębku
- Parafia św. Łukasza Ewangelisty w Domaczewie
  - Cerkiew św. Łukasza Ewangelisty w Domaczewie
- Parafia Opieki Matki Bożej w Kamienicy Żyrowieckiej
  - Cerkiew Opieki Matki Bożej w Kamienicy Żyrowieckiej
- Parafia Ikony Matki Bożej „Poszukiwanie Zaginionych” w Klejnikach
  - Cerkiew Ikony Matki Bożej „Poszukiwanie Zaginionych” w Klejnikach
- Parafia św. Mikołaja Cudotwórcy w Lucie
  - Cerkiew św. Mikołaja Cudotwórcy w Lucie
- Parafia Opieki Matki Bożej w Małych Szczytnikach
  - Cerkiew Opieki Matki Bożej w Małych Szczytnikach
- Parafia Przemienienia Pańskiego w Miednie
  - Cerkiew Przemienienia Pańskiego w Miednie
- Parafia Trzeciego Odnalezienia Głowy św. Jana Chrzciciela w Miednie
  - Cerkiew Trzeciego Odnalezienia Głowy św. Jana Chrzciciela w Miednie
- Parafia Zwiastowania Przenajświętszej Bogurodzicy w Motykałach Wielkich
  - Cerkiew Zwiastowania Przenajświętszej Bogurodzicy w Motykałach Wielkich
- Parafia św. Włodzimierza Wielkiego w Muchawcu
  - Cerkiew św. Włodzimierza Wielkiego w Muchawcu
- Parafia św. Michała Archanioła w Ostromeczewie
  - Cerkiew św. Michała Archanioła w Ostromeczewie
- Parafia Opieki Matki Bożej w Pokrach
  - Cerkiew Opieki Matki Bożej w Pokrach
- Parafia św. Jana Teologa w Przyborowie
  - Cerkiew św. Jana Teologa w Przyborowie
- Parafia Opieki Matki Bożej w Przyłukach
  - Cerkiew Opieki Matki Bożej w Przyłukach
- Parafia Świętych Wiary, Nadziei, Miłości i ich matki Zofii w Stradeczu
  - Cerkiew Świętych Wiary, Nadziei, Miłości i ich matki Zofii w Stradeczu
- Parafia św. Paraskiewy w Syczach
  - Cerkiew św. Paraskiewy w Syczach
- Parafia Narodzenia Matki Bożej w Szebryniu
  - Cerkiew Narodzenia Matki Bożej w Szebryniu
- Parafia Przemienienia Pańskiego w Szumakach
  - Cerkiew Przemienienia Pańskiego w Szumakach
- Parafia Przemienienia Pańskiego w Terebuniu
  - Cerkiew Przemienienia Pańskiego w Terebuniu
  - Kaplica Ikony Matki Bożej „W Żałobie i Smutku Pocieszenie” w Kozłowiczach
- Parafia Opieki Matki Bożej w Tomaszówce
  - Cerkiew Opieki Matki Bożej w Tomaszówce
- Parafia Włodzimierskiej Ikony Matki Bożej w Tucheniczach
  - Cerkiew Włodzimierskiej Ikony Matki Bożej w Tucheniczach
- Parafia Wniebowstąpienia Pańskiego w Wielamowiczach
  - Cerkiew Wniebowstąpienia Pańskiego w Wielamowiczach
- Parafia św. Matrony Moskiewskiej w Wielkich Radwaniczach
  - Cerkiew św. Matrony Moskiewskiej w Wielkich Radwaniczach
- Parafia Podwyższenia Krzyża Pańskiego w Wistyczach
  - Cerkiew Podwyższenia Krzyża Pańskiego w Wistyczach
- Parafia św. Paraskiewy Serbskiej w Zbirogach
  - Cerkiew św. Paraskiewy Serbskiej w Zbirogach
- Parafia Ikony Matki Bożej „Znak” w Znamience
  - Cerkiew Ikony Matki Bożej „Znak” w Znamience
  - Kaplica cmentarna w Znamience

## Galeria

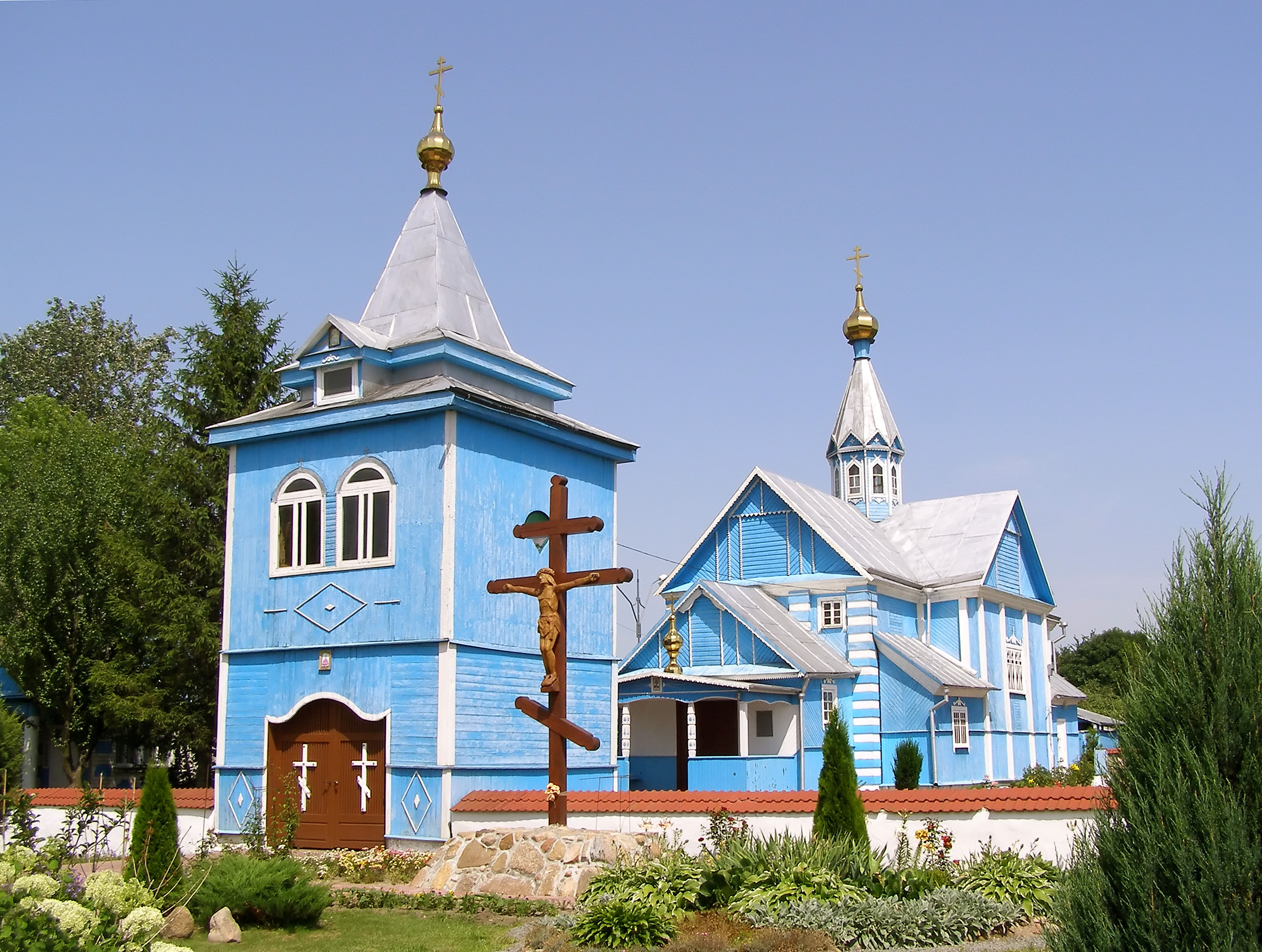
Cerkiew św. Paraskiewy Piątnickiej w Czernawczycach
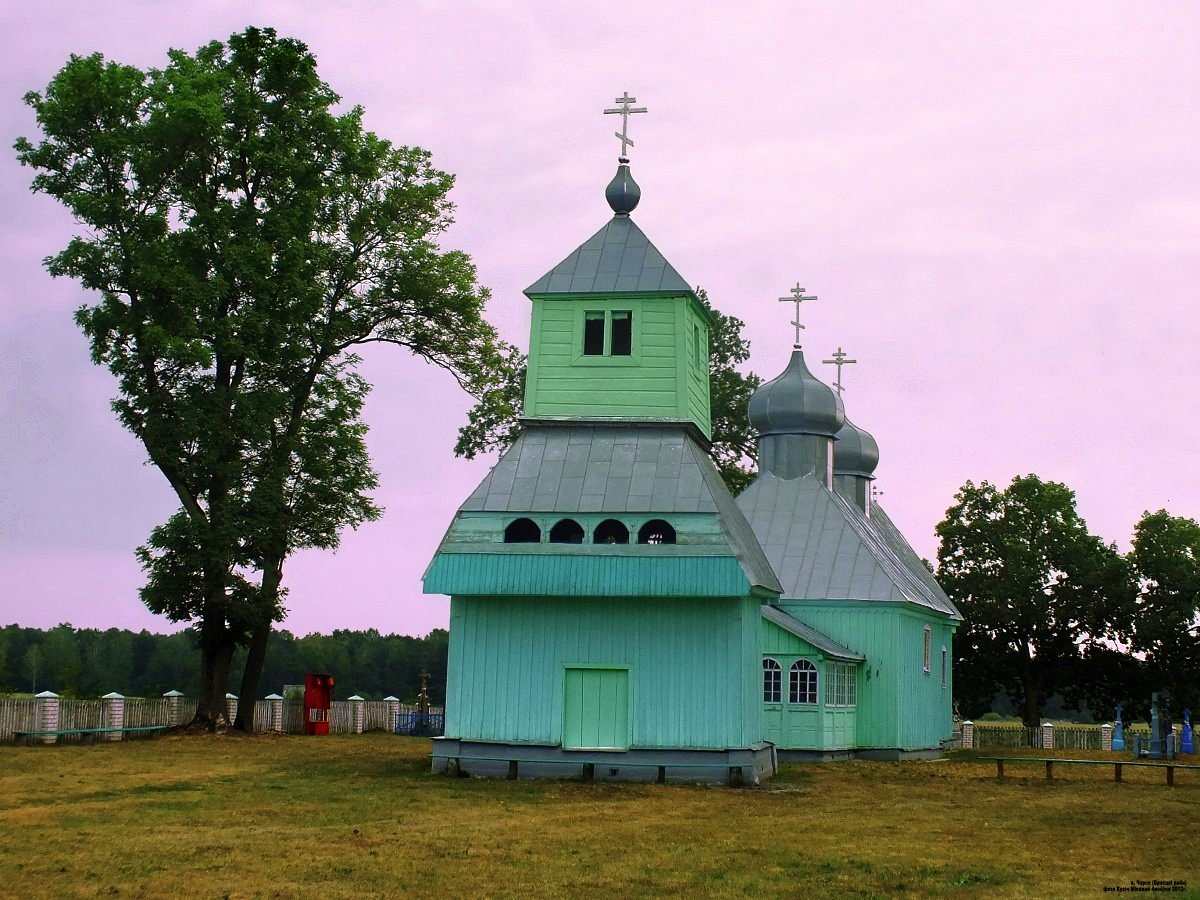
Cerkiew św. Michała Archanioła w Czersku
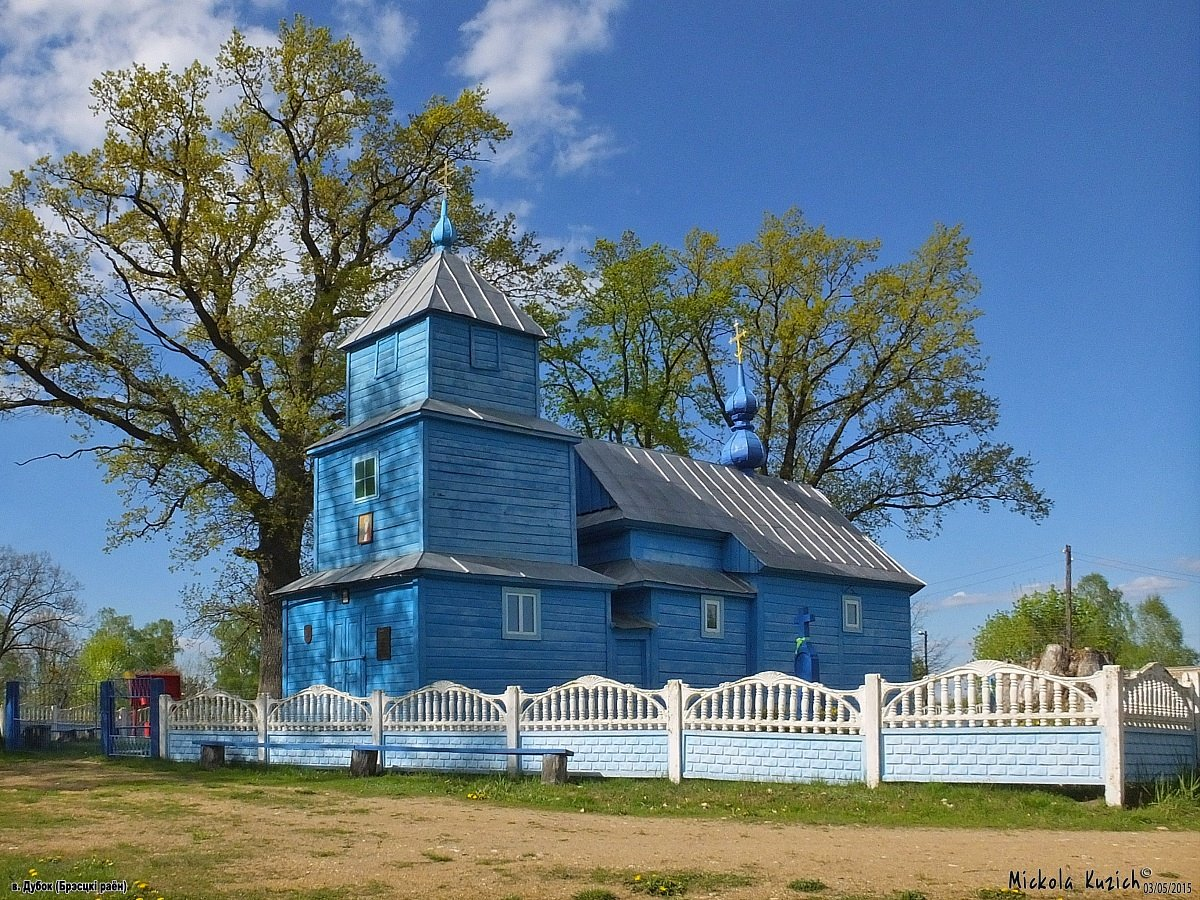
Cerkiew św. Proroka Eliasza w Dębku
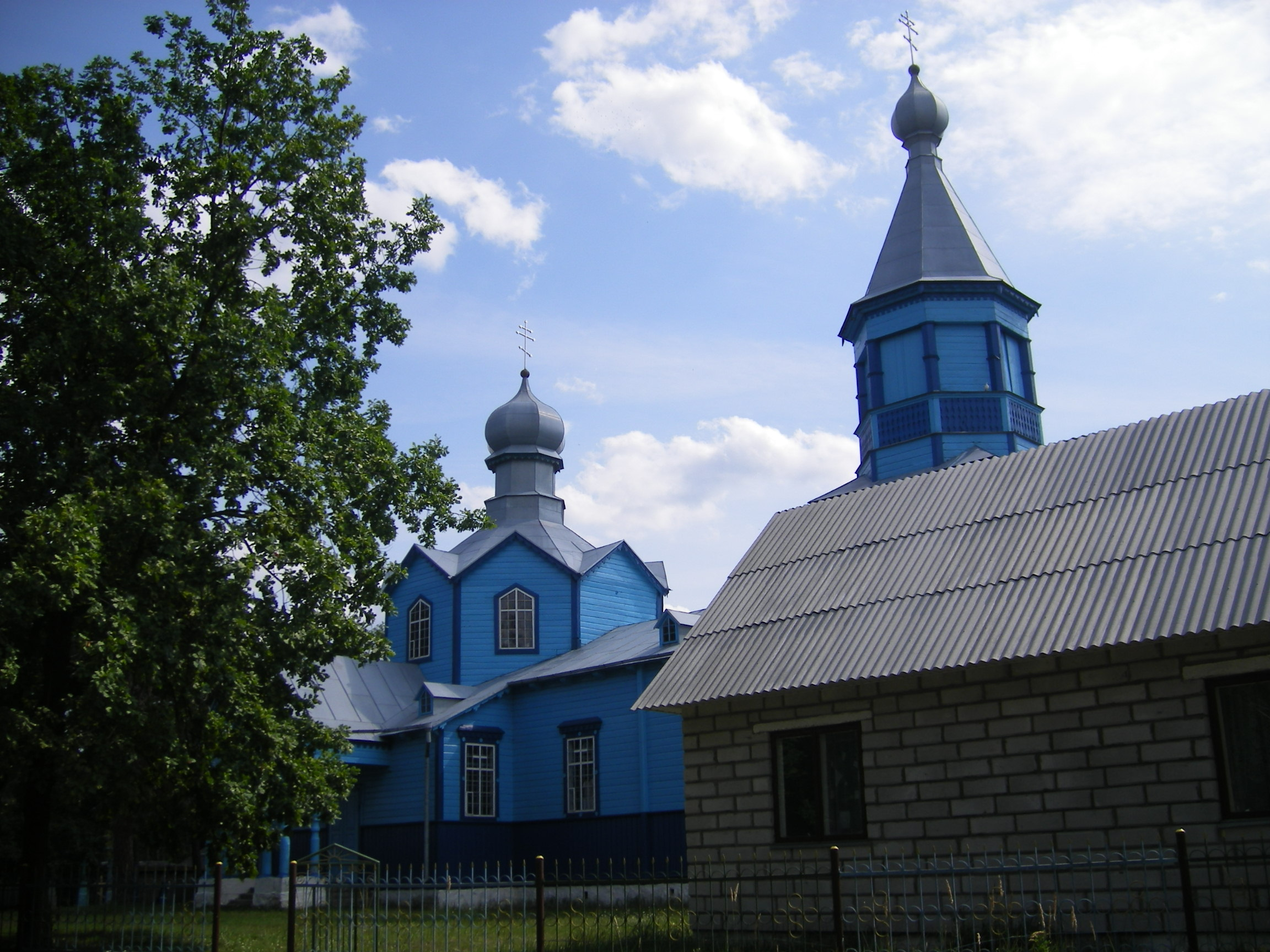
Cerkiew św. Łukasza Ewangelisty w Domaczewie
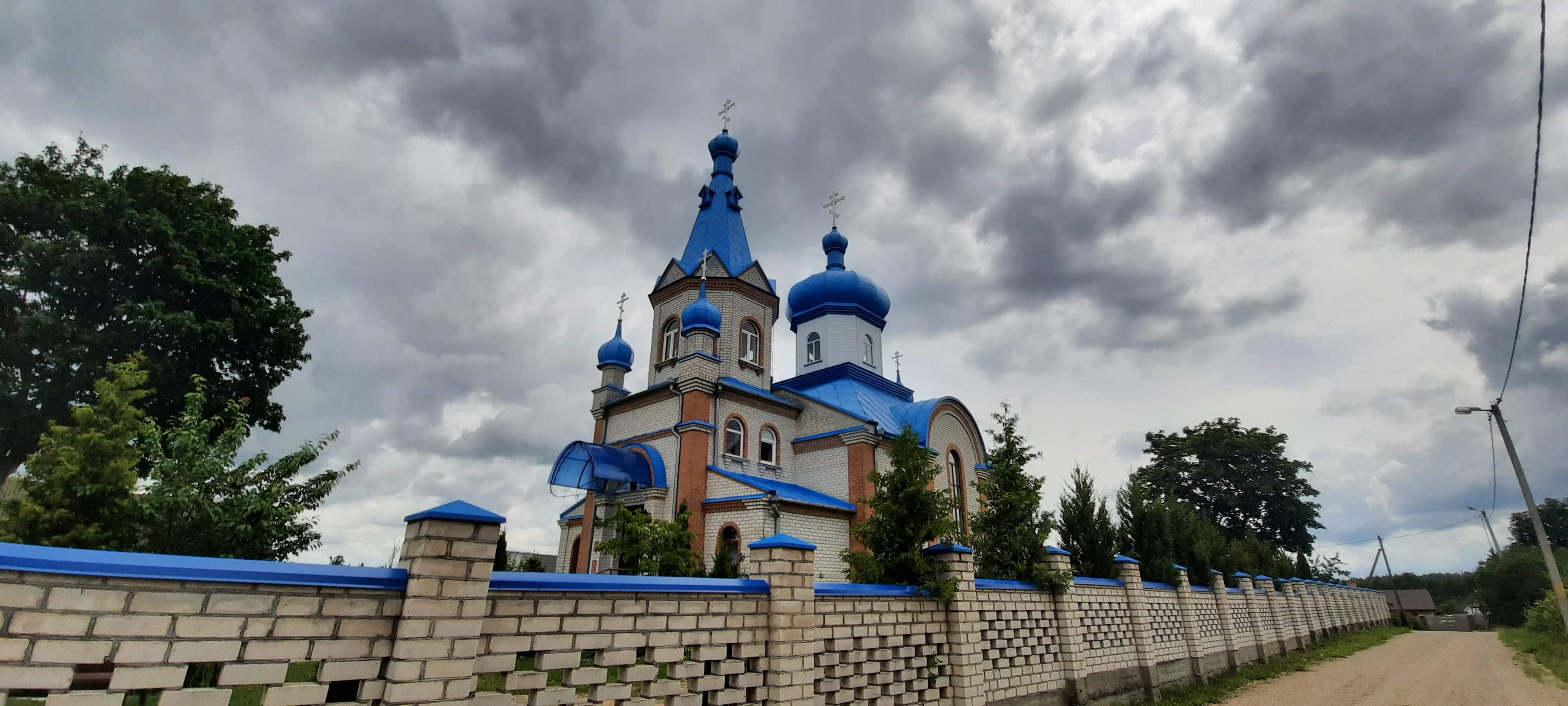
Cerkiew Opieki Matki Bożej w Kamienicy Żyrowieckiej
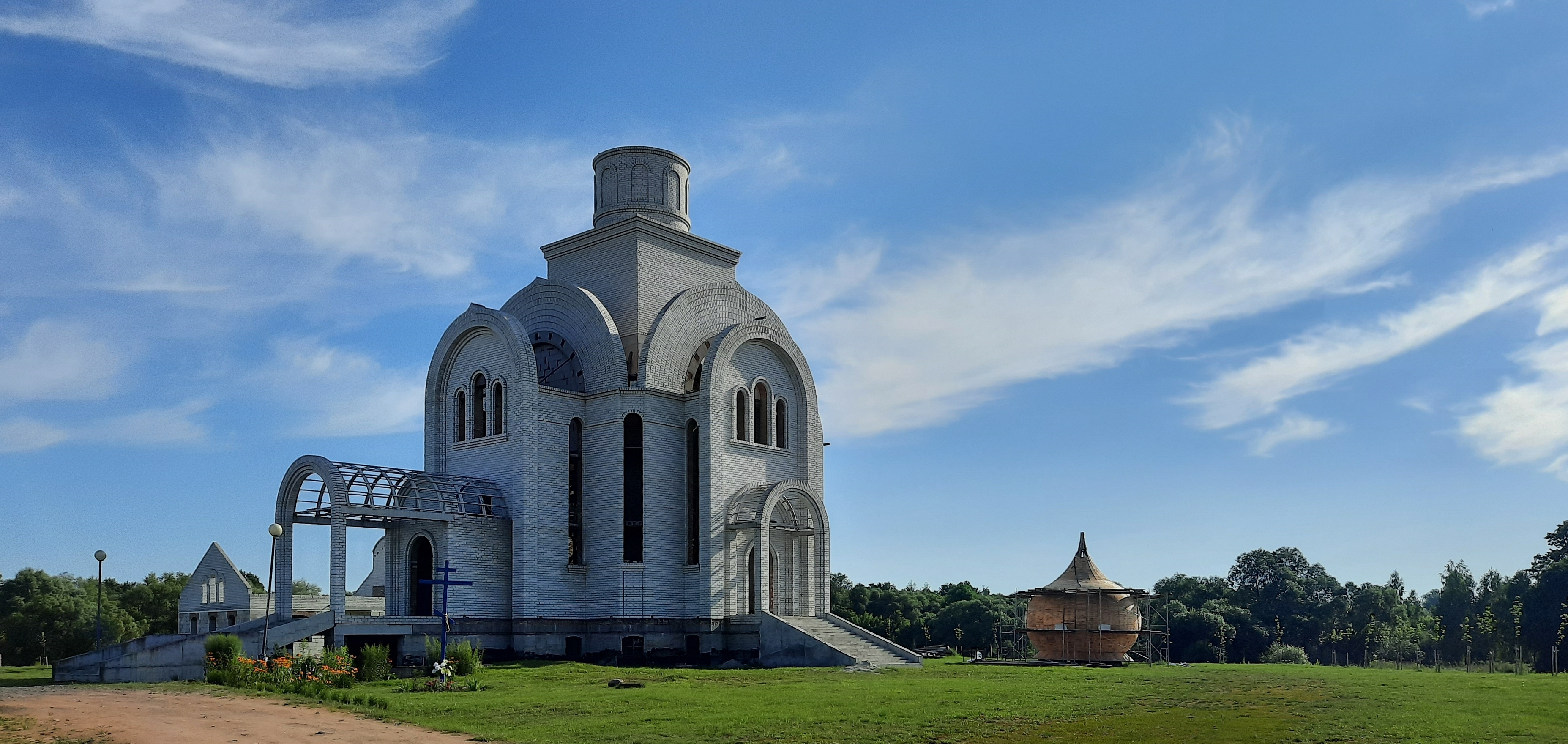
Cerkiew Ikony Matki Bożej „Poszukiwanie Zaginionych” w Klejnikach (w budowie)
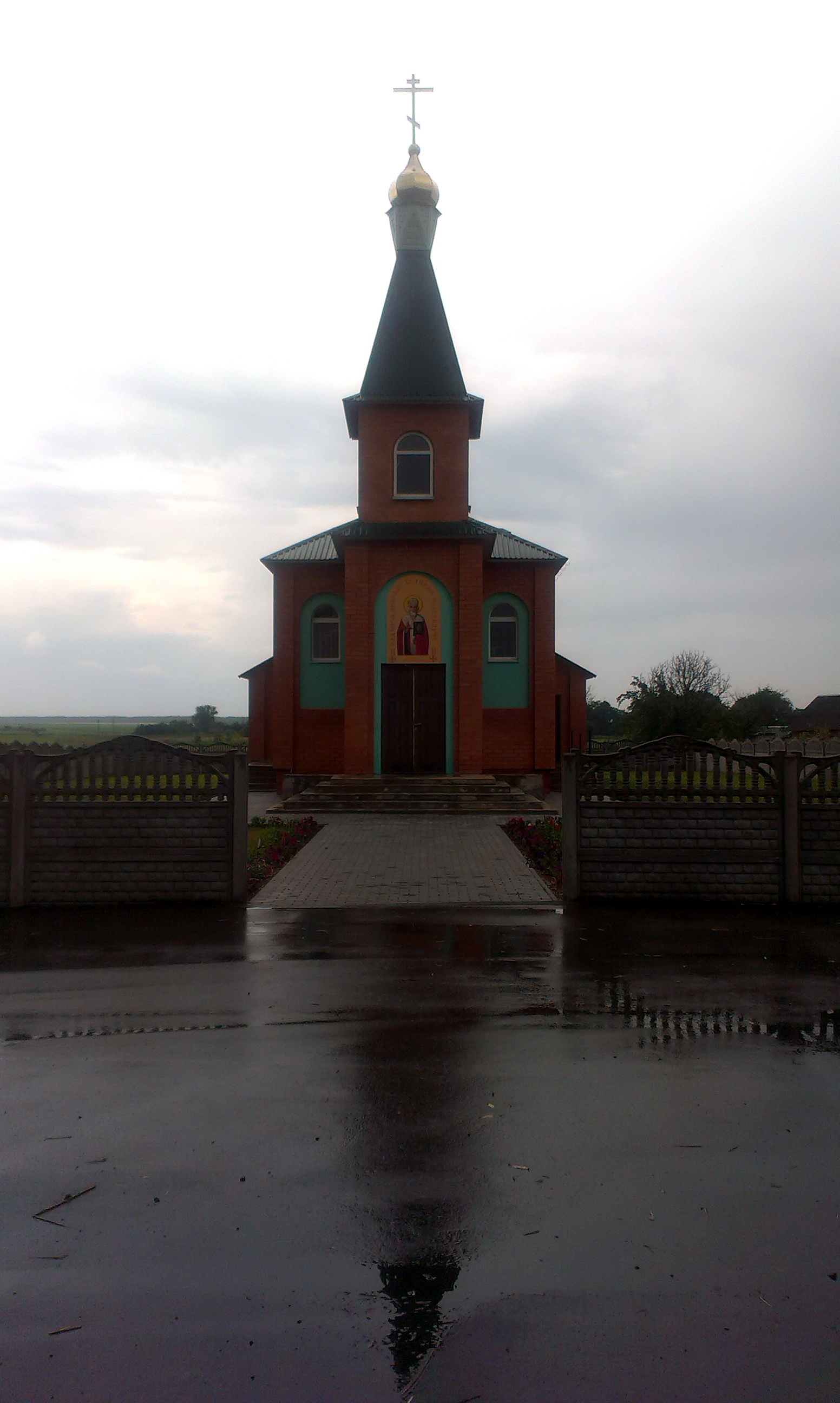
Cerkiew św. Mikołaja Cudotwórcy w Lucie
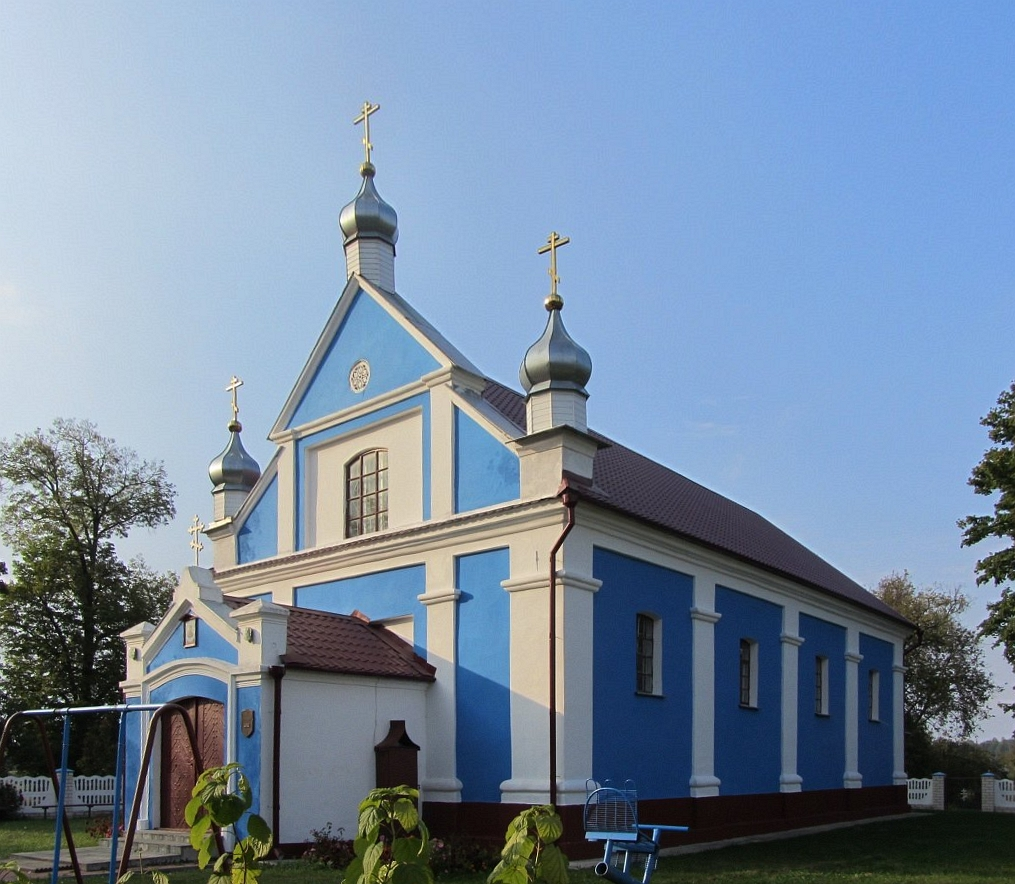
Cerkiew Opieki Matki Bożej w Małych Szczytnikach
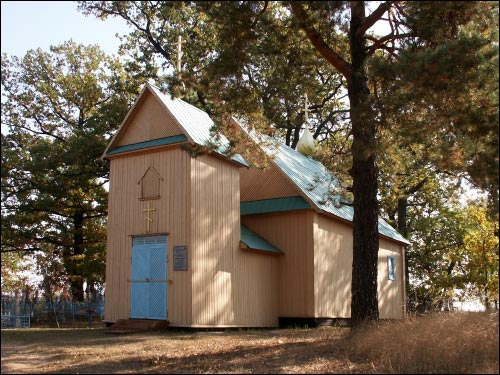
Cerkiew Przemienienia Pańskiego w Miednie
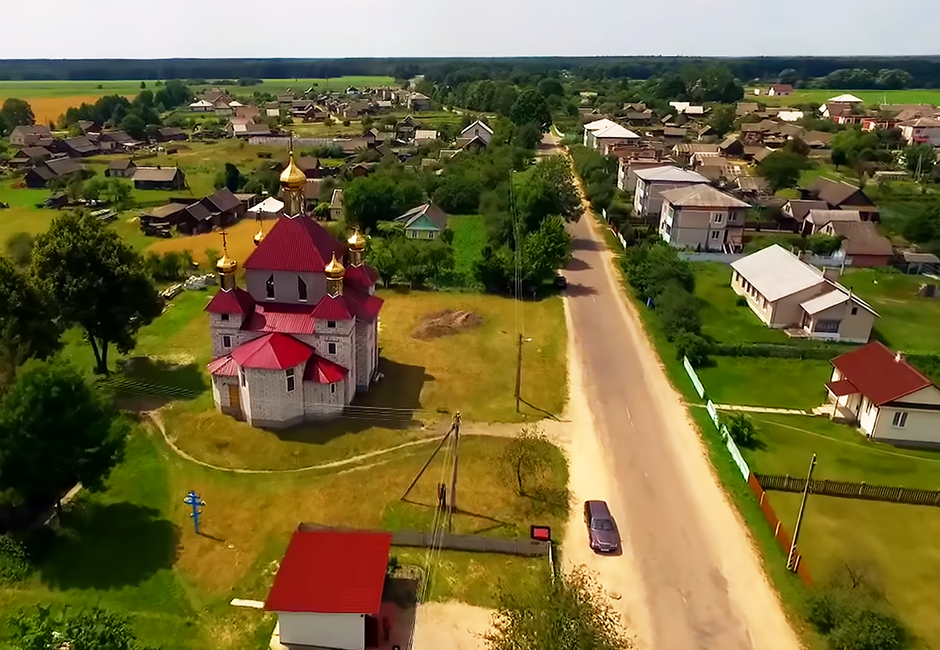
Cerkiew Trzeciego Odnalezienia Głowy św. Jana Chrzciciela w Miednie
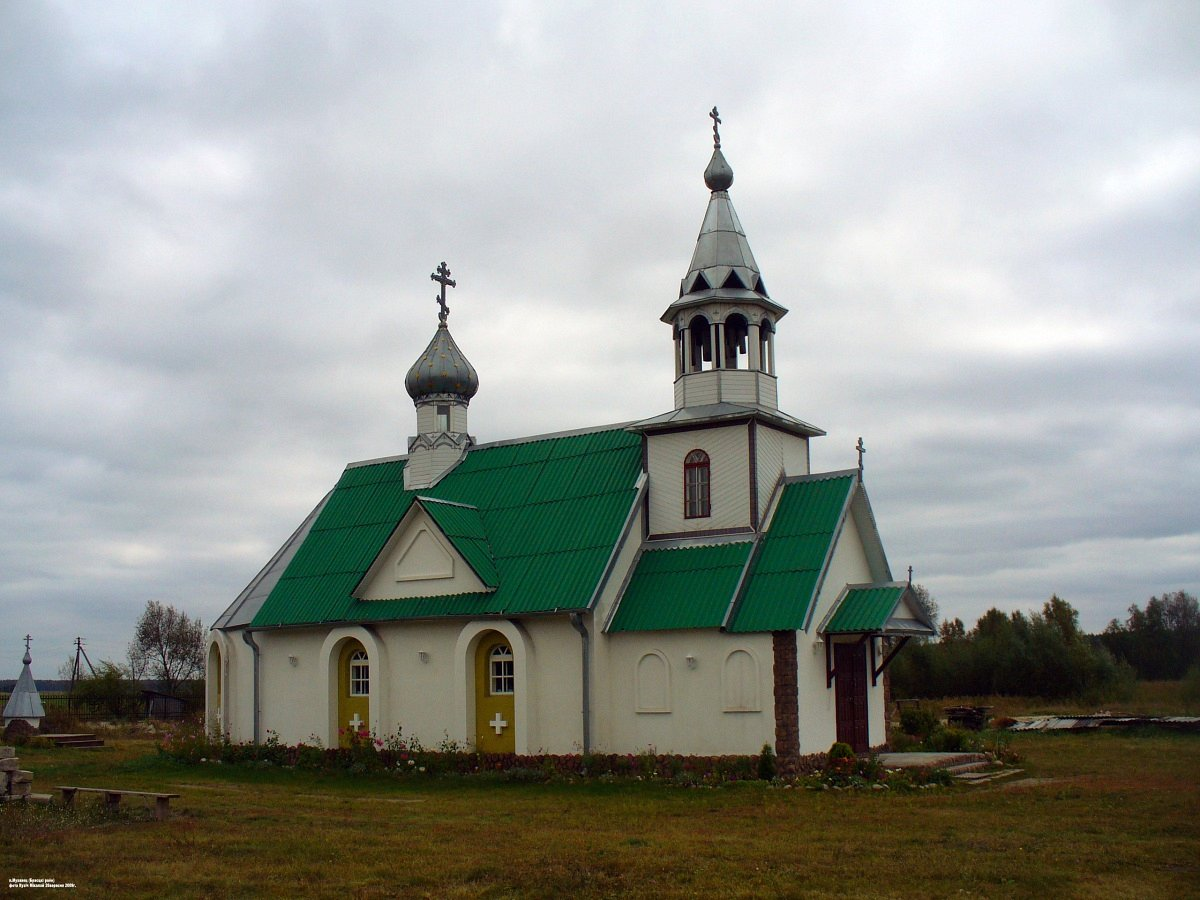
Cerkiew św. Włodzimierza Wielkiego w Muchawcu
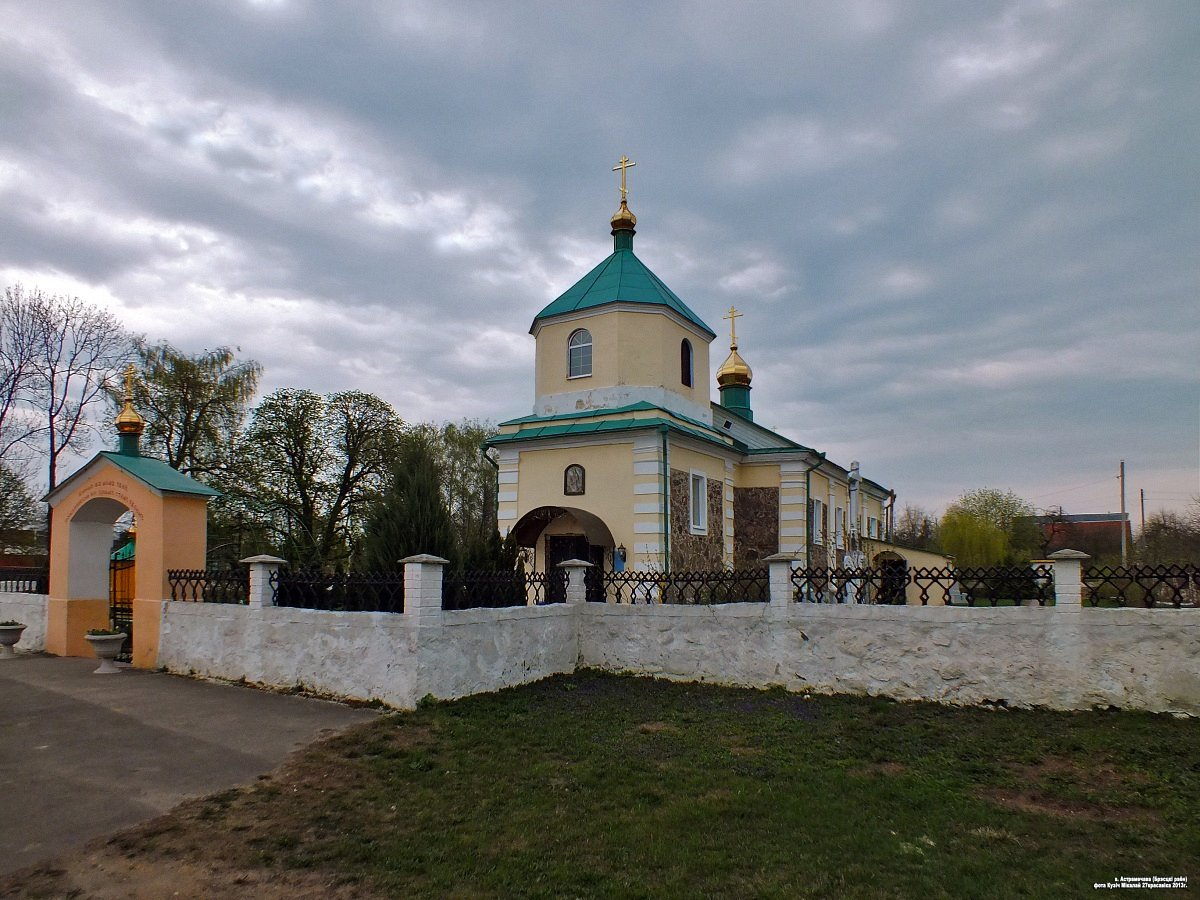
Cerkiew św. Michała Archanioła w Ostromeczewie
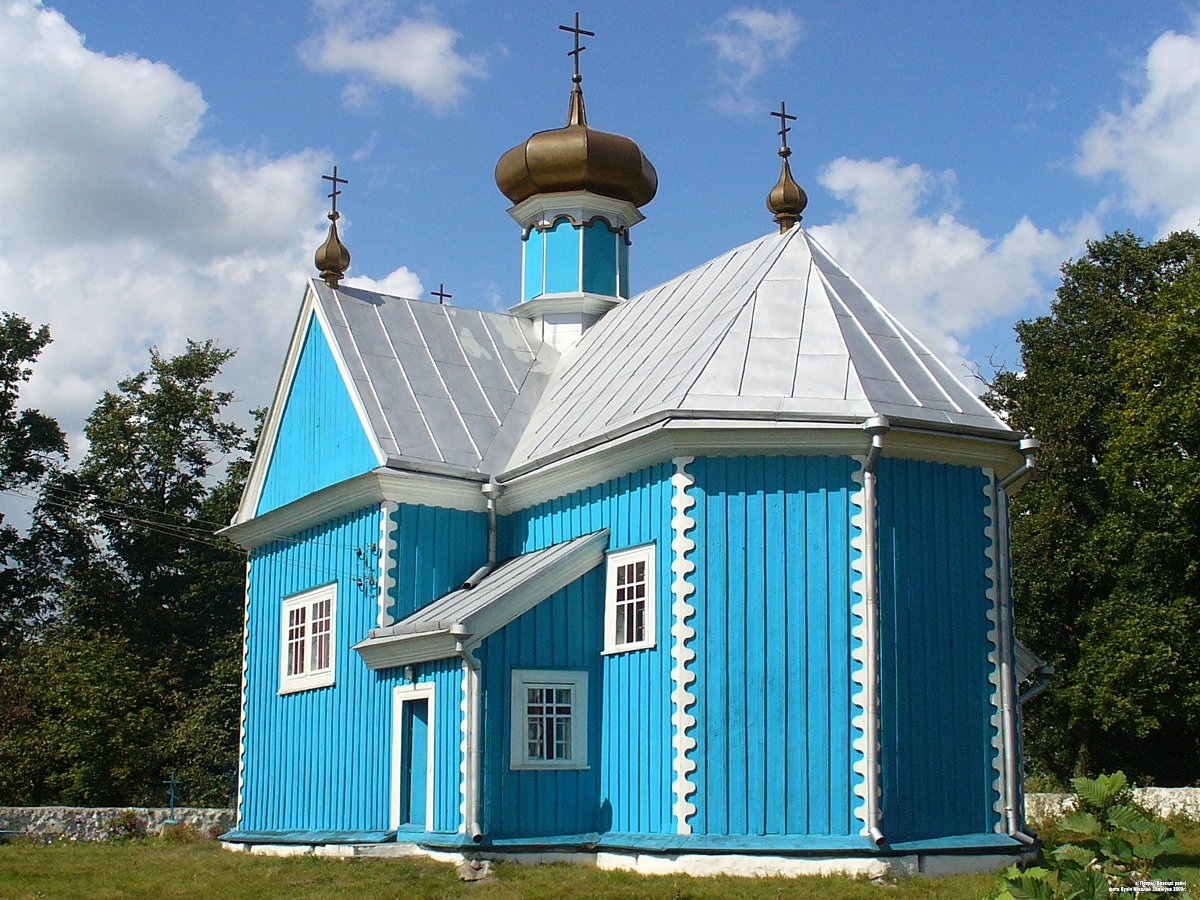
Cerkiew Opieki Matki Bożej w Pokrach
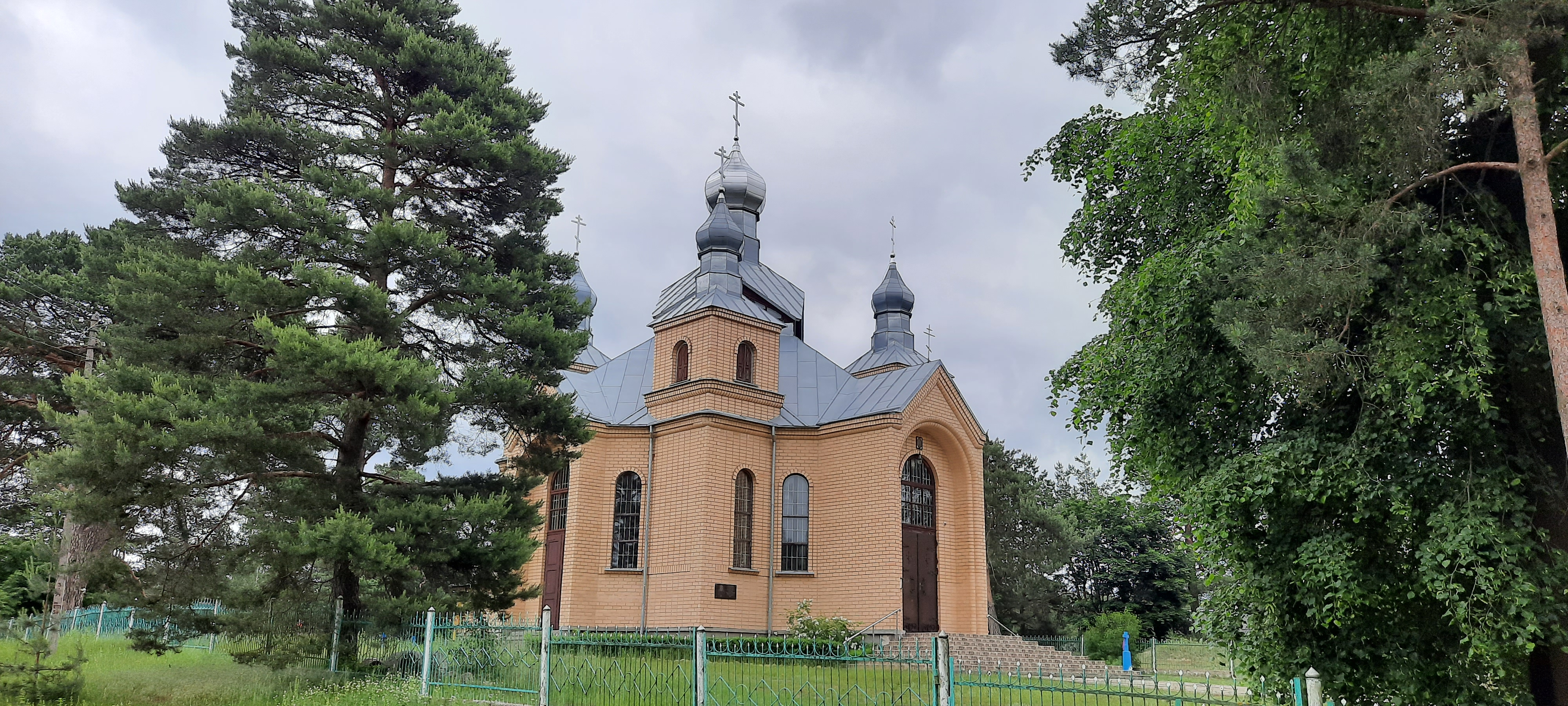
Cerkiew św. Jana Teologa w Przyborowie
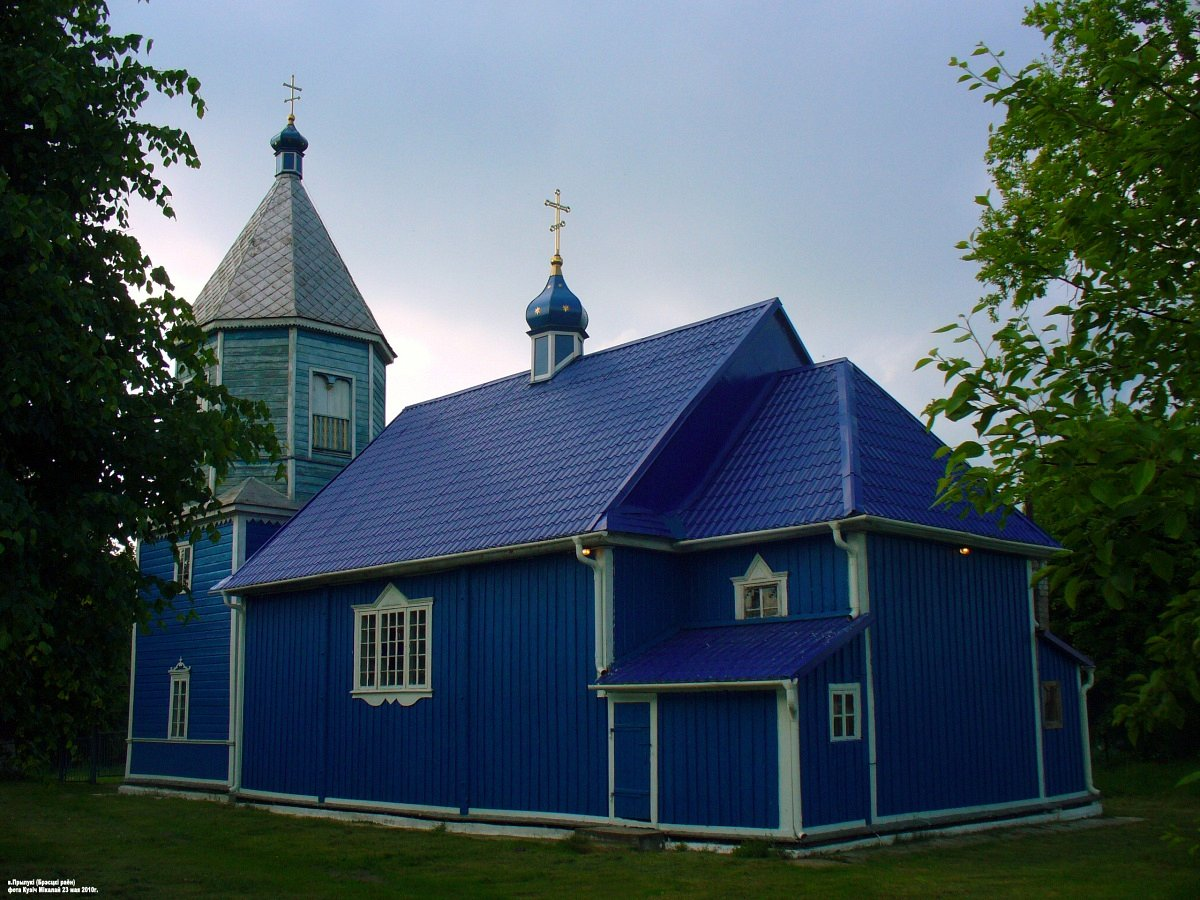
Cerkiew Opieki Matki Bożej w Przyłukach
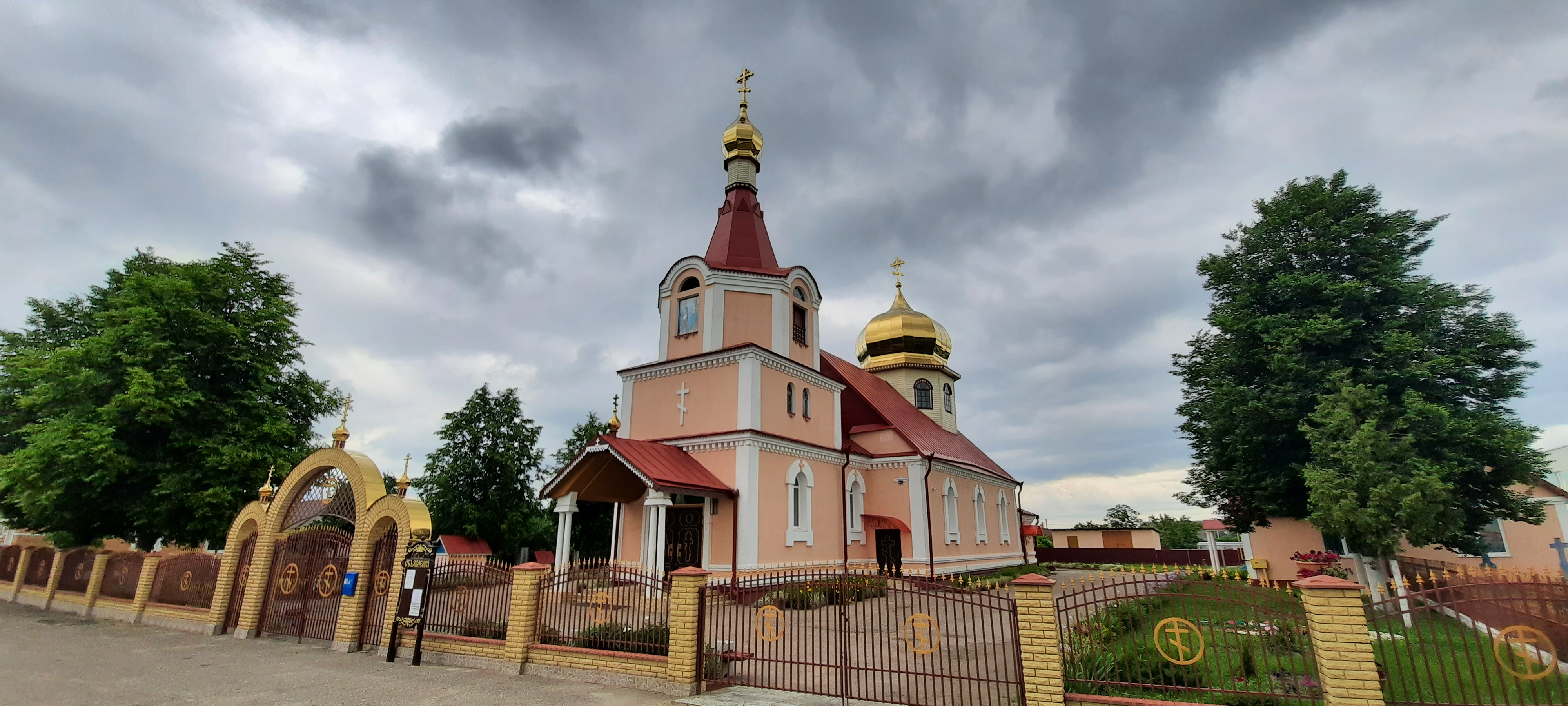
Cerkiew Świętych Męczennic Wiary, Nadziei i Miłości i ich matki Zofii w Stradeczu
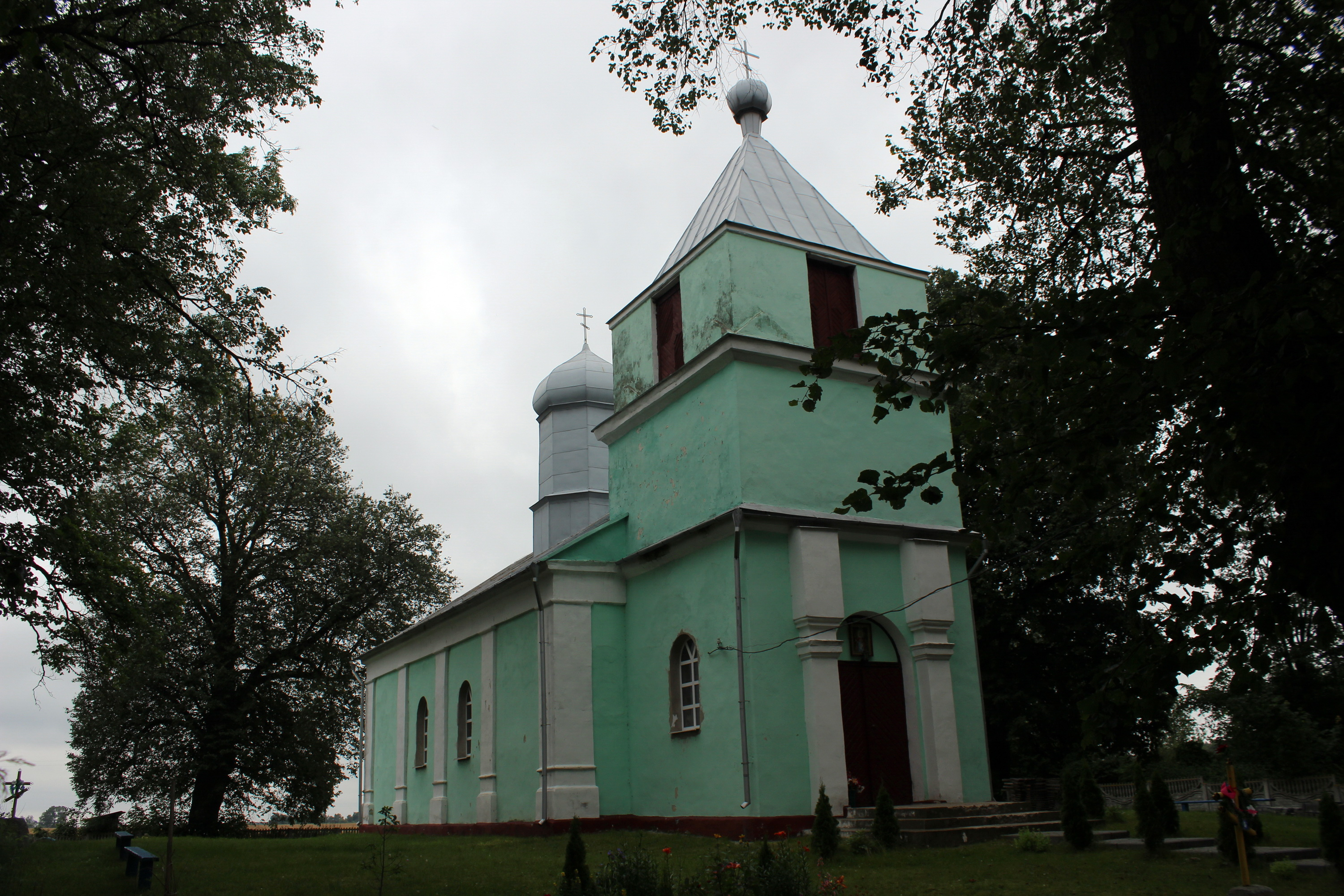
Cerkiew św. Paraskiewy Piątnickiej w Syczach
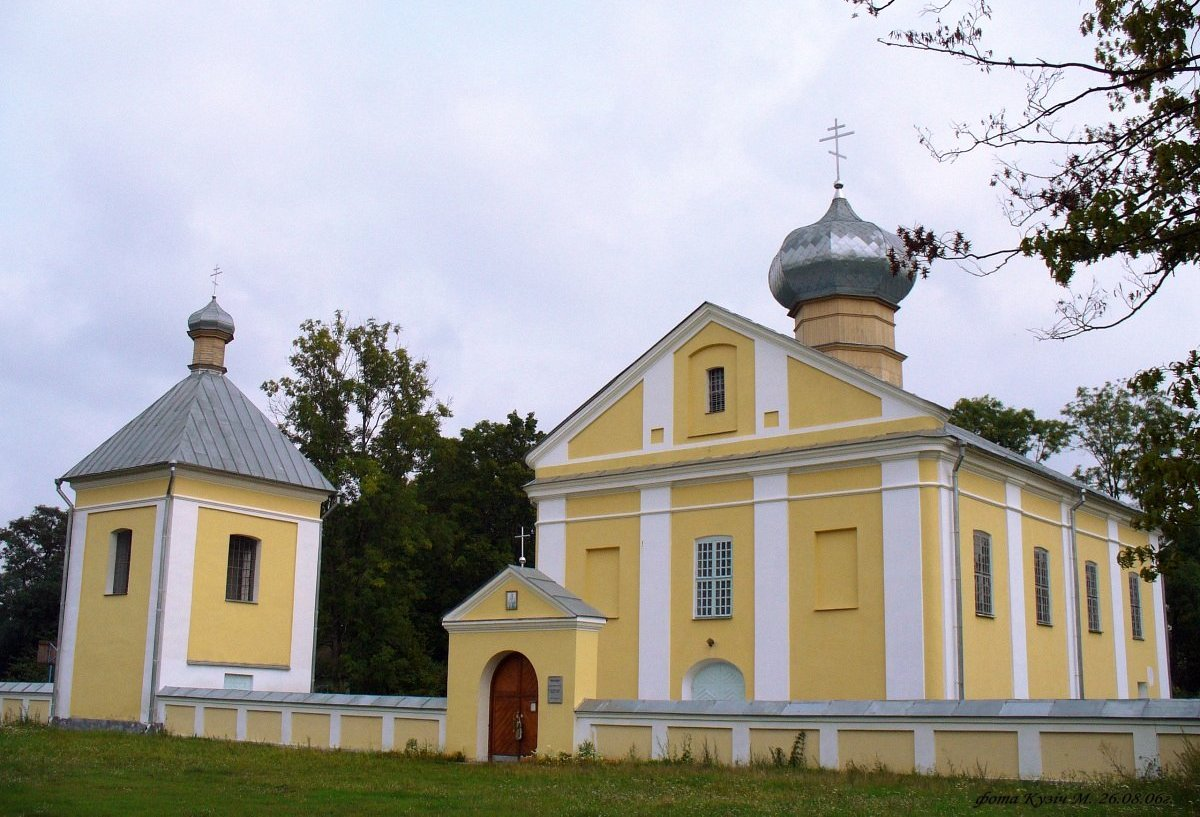
Cerkiew Narodzenia Matki Bożej w Szebryniu
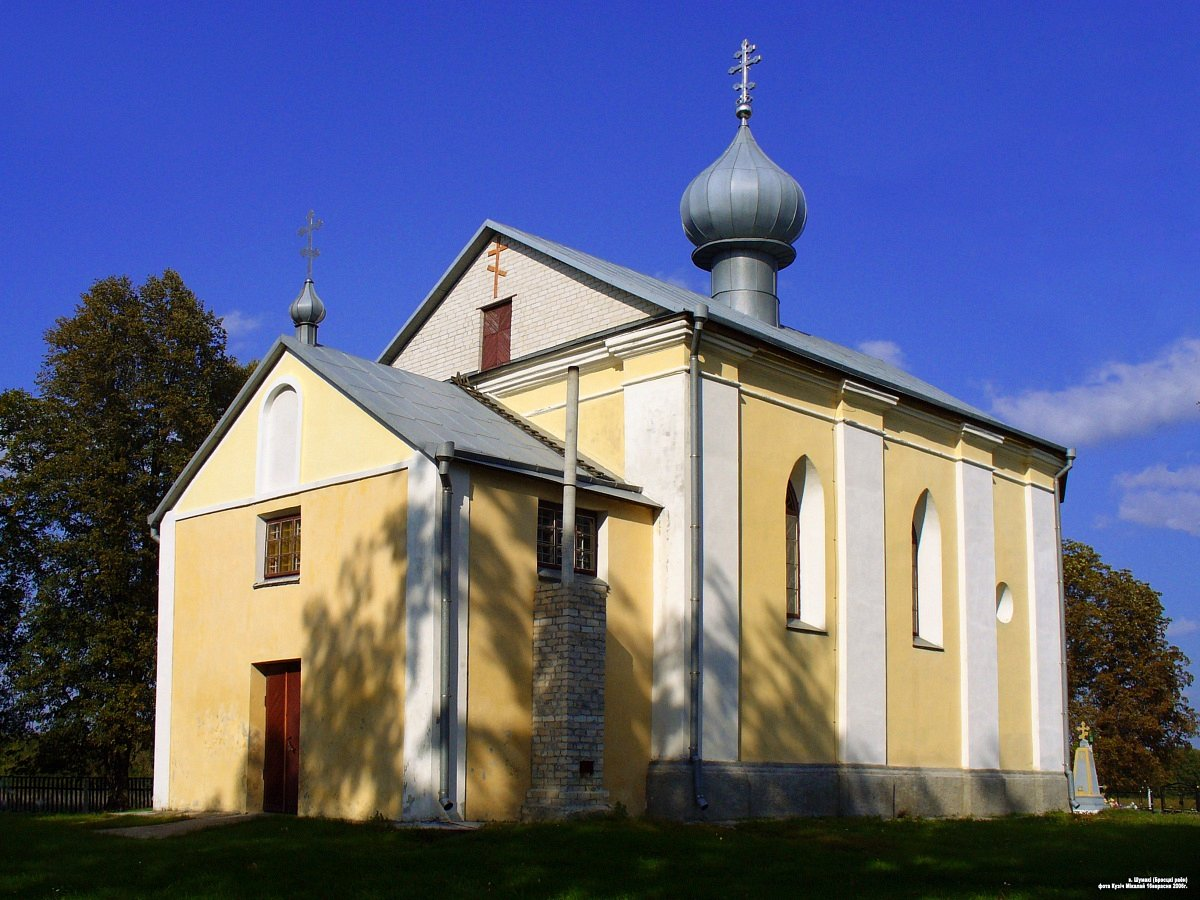
Cerkiew Przemienienia Pańskiego w Szumakach
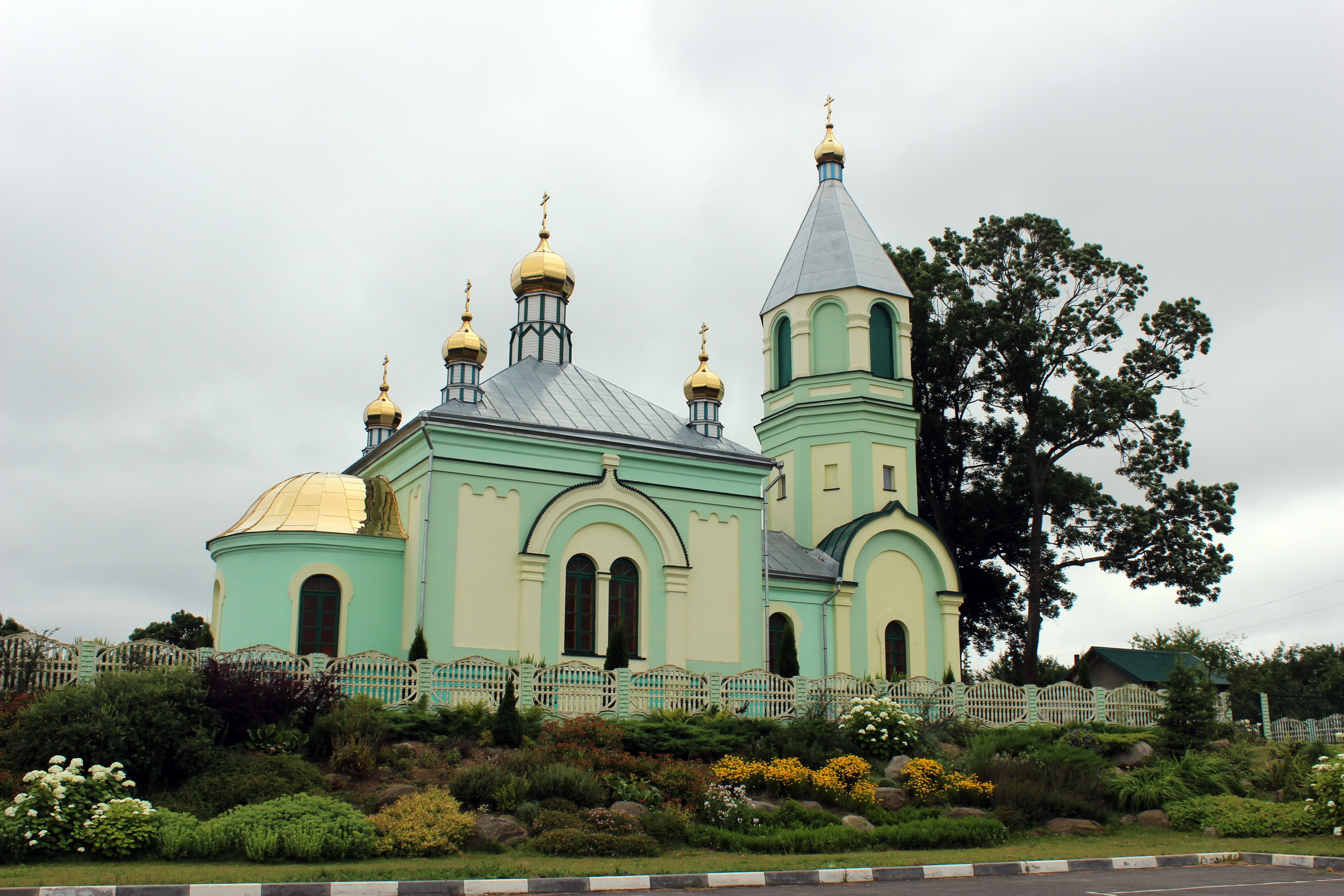
Cerkiew Zaśnięcia Najświętszej Maryi Panny w Wielamowiczach
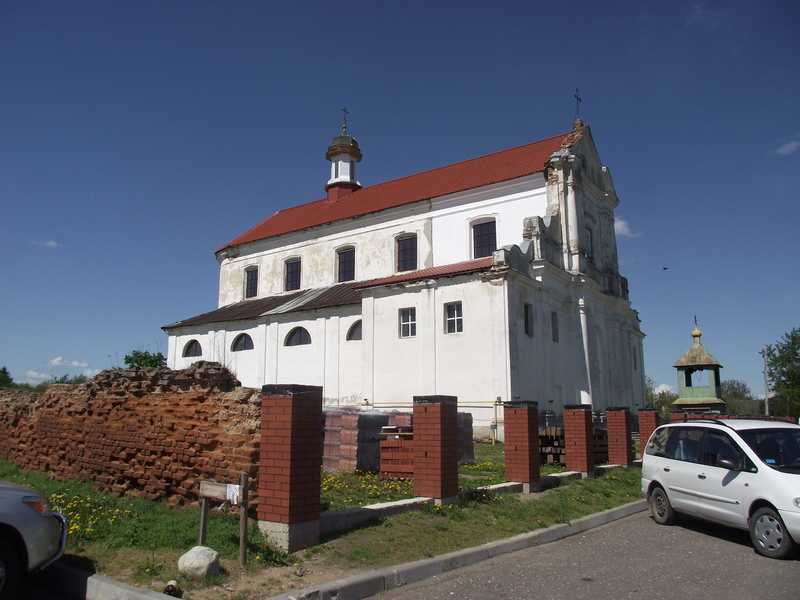
Cerkiew Podwyższenia Krzyża Pańskiego w Wistyczach
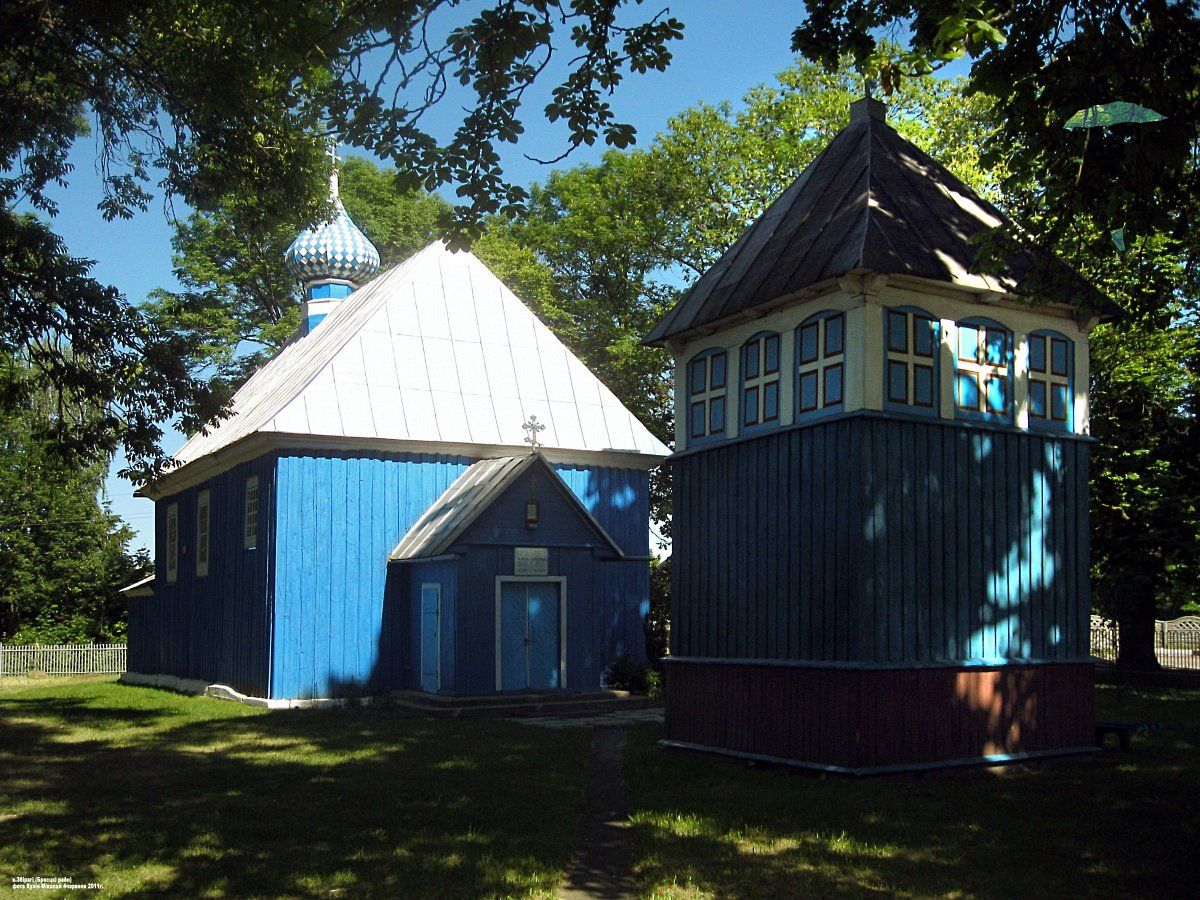
Cerkiew św. Paraskiewy Piątnickiej w Zbirogach
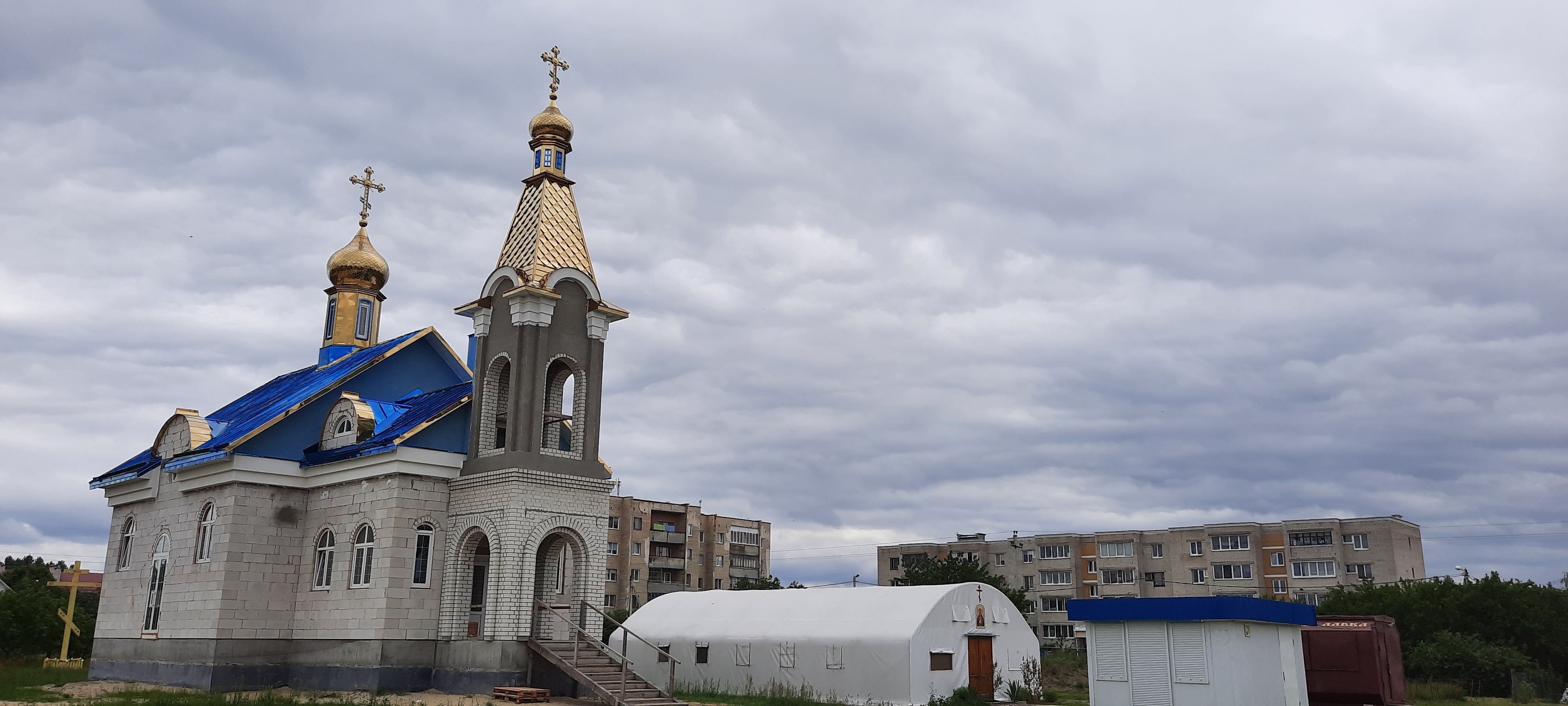
Cerkiew Ikony Matki Bożej „Znak” w Znamience
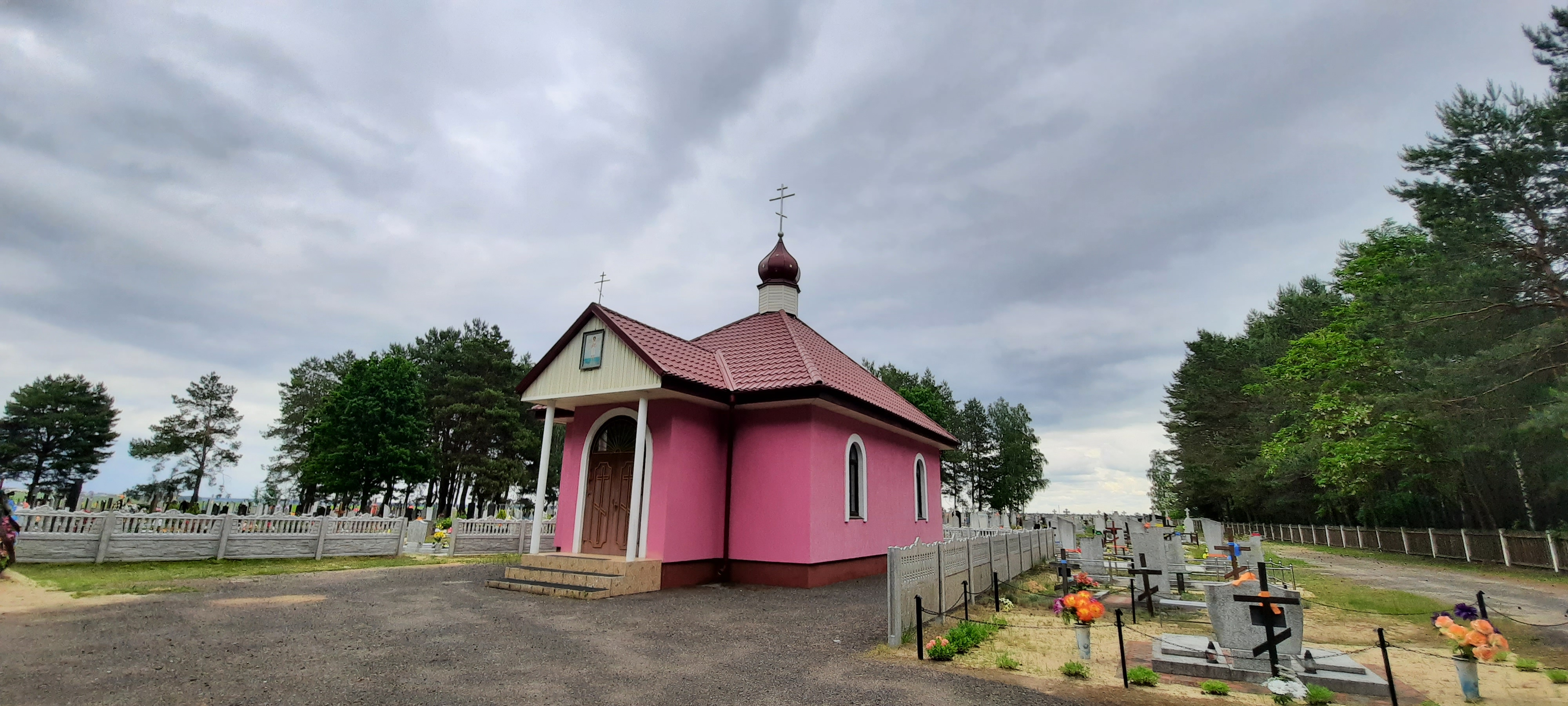
Kaplica cmentarna w Znamience